# Lhota (Bor)
Lhota je malá vesnice, část města Bor v okrese Tachov v Plzeňském kraji. Nachází se asi pět kilometrů severně od Boru. Lhota leží v katastrálním území Lhota u Tachova o rozloze 5,72 km².

## Historie
První písemná zmínka o vesnici pochází z roku 1390.

## Obyvatelstvo
| Rok            | 1869 | 1880 | 1890 | 1900 | 1910 | 1921 | 1930 | 1950 | 1961 | 1970 | 1980 | 1991 | 2001 | 2011 | 2021 |
| -------------- | ---- | ---- | ---- | ---- | ---- | ---- | ---- | ---- | ---- | ---- | ---- | ---- | ---- | ---- | ---- |
| Počet obyvatel | 83   | 99   | 108  | 117  | 95   | 93   | 88   | 30   | 67   | 26   | 18   | 20   | 24   | 10   | 19   |
| Počet domů     | 15   | 18   | 18   | 18   | 17   | 16   | 17   | 12   | 12   | 6    | 4    | 4    | 4    | 4    | 6    |

## Obecní správa
Při sčítání lidu v letech 1850–1879 Lhota byla osadou obce Damnov v okrese Planá. V letech 1880–1949 byla samostatnou obcí v okrese Planá. V letech 1950–1960 byla osadou obce Bezděkov v okrese Tachov. V letech 1961–1979 byla opět částí obce Damnov v okrese Tachov. Od 1. ledna 1980 je částí města Bor v okrese Tachov.

## Pamětihodnosti
- kaple Korunování Panny Marie